# Катлер-Бей (Флорида)
Катлер-Бей (англ. Cutler Bay) — муниципалитет, расположенный в округе Майами-Дейд (штат Флорида, США) с населением в 24 781 человек по статистическим данным переписи 2000 года.

## География
По данным Бюро переписи населения США муниципалитет Катлер-Бей имеет общую площадь в 12,69 квадратного километра, из которых 12,43 кв. километра занимает земля и 0,26 кв. километра — вода. Площадь водных ресурсов округа составляет 2,05 % от всей его площади.

## Демография
По данным переписи населения 2000 года в Катлер-Бей проживало 24 781 человек, 6322 семьи, насчитывалось 8396 домашних хозяйств и 8725 жилых домов. Средняя плотность населения составляла около 1952,8 человека на один квадратный километр. Расовый состав населённого пункта распределился следующим образом: 73,72 % белых, 15,68 % — чёрных или афроамериканцев, 0,27 % — коренных американцев, 1,73 % — азиатов, 0,07 % — выходцев с тихоокеанских островов, 3,76 % — представителей смешанных рас, 4,78 % — других народностей. Испаноговорящие составили 36,75 % от всех жителей.
Из 8396 домашних хозяйств в 40,8 % воспитывали детей в возрасте до 18 лет, 53,6 % представляли собой совместно проживающие супружеские пары, в 16,4 % семей женщины проживали без мужей, 24,7 % не имели семей. 19,9 % от общего числа семей на момент переписи жили самостоятельно, при этом 9,8 % составили одинокие пожилые люди в возрасте 65 лет и старше. Средний размер домашнего хозяйства составил 2,91 человека, а средний размер семьи — 3,35 человека.
Население муниципалитетапо возрастному диапазону по данным переписи 2000 года распределилось следующим образом: 29,1 % — жители младше 18 лет, 7,9 % — между 18 и 24 годами, 31,6 % — от 25 до 44 лет, 20,2 % — от 45 до 64 лет и 11,2 % — в возрасте 65 лет и старше. Средний возраст жителей составил 34 года. На каждые 100 женщин в Катлер-Бей приходилось 92,7 мужчин, при этом на каждые сто женщин 18 лет и старше приходилось 86,9 мужчин также старше 18 лет.
Средний доход на одно домашнее хозяйство составил 45 917 долларов США, а средний доход на одну семью — 50 956 долларов. При этом мужчины имели средний доход в 34 940 долларов США в год против 27 565 долларов среднегодового дохода у женщин. Доход на душу населения составил 45 917 долларов в год. 9,2 % от всего числа семей в населённом пункте и 11,5 % от всей численности населения находилось на момент переписи населения за чертой бедности, при этом 14,3 % из них были моложе 18 лет и 18,0 % — в возрасте 65 лет и старше.